# The Shame of the Bullcon
The Shame of the Bullcon è un cortometraggio muto del 1917 diretto da Allen Curtis.

## Produzione
Il film fu prodotto dalla Nestor Film Company e dall'Universal Film Manufacturing Company.

## Distribuzione
Il copyright del film venne registrato il 2 novembre 1917. Distribuito dall'Universal Film Manufacturing Company, il cortometraggio uscì nelle sale cinematografiche USA il 12 novembre 1917.